# Nate Hobbs
Nate Hobbs (Louisville, Kentucky, 24 de junio de 1999) es un jugador profesional estadounidense de fútbol americano que se desempeña en la posición de cornerback en Green bay packers, equipo de la National Football League (NFL).

## Carrera
Fue seleccionado en la quinta ronda en la Reunión Anual de Selección de Jugadores de la NFL de 2021. Hizo su debut profesional con el equipo Las Vegas Raiders, donde lleva jugando tres temporadas.